# 広域豊科葬祭センター
広域豊科葬祭センター（こういきとよしなそうさいセンター）とは、長野県安曇野市にある一部事務組合安曇野松筑広域環境施設組合が管理・運営する公営火葬場である。

## 所在地
- 〒399-8203 長野県安曇野市豊科田沢7881-1
  - 国道143号大口沢交差点から上田市方向に約3kmの場所にある。光城山と長峰山に接する丘の中腹に位置し、山を取り巻くように設置されている約800mの急な上り坂を通るため、取付道路に滑り止め用の砂がある。また冬季には駐車場に除雪車が常駐している。

## 組合構成市町村
- 安曇野市
- 松本市
- 筑北村
- 麻績村
- 生坂村
- 山形村

## 休業日
12月31日～1月3日および管理者が必要と認める日

## 施設概要
- 火葬炉 6基（うち1基は動物炉）
  - メーカー：宮本工業所
- 告別室 2室
- 収骨室 2室
- 待合室 5室（洋室2・和室3）
- 駐車場
  - 乗用車 46台(うち身障者用スペース2台)、マイクロバス 5台
- このほかに専用の霊柩車が２台（日産・エルグランド、トヨタ・エスティマハイブリッド）常駐し、組合構成市町村の住民が利用できる（有料）。山間部に立地していることなどを理由として、民間業者の霊柩車は事前に許可されたものに限られている。

## 歴史
- 1978年 南安松筑広域環境施設組合を設立。
- 1979年4月6日 広域豊科葬祭センター稼働開始。
- 2001年2月16日 現在の施設が竣工・第3セクター化。
- 2005年10月1日 安曇野市が発足し、組合名称を安曇野松筑広域環境施設組合に変更。

## 交通
鉄道
- JR篠ノ井線田沢駅からタクシー15分

バス
- アルピコ交通バス四賀線中谷バス停から徒歩30分

## その他
- 安曇野市では、市内に住所を有していた故人を当センターで火葬した場合の火葬料が無料になる「火葬料無料化事業」を展開している。なお、霊柩車や待合室の使用は従来通り有料となっている[1]。